# LIMITED e-Sports
LIMITED e-Sports (リミテッドイースポーツ) はHuluと日本テレビ系列で2022年2月に放送されていた、Fortniteのゲーマーやストリーマーらがゲーム内でのクリエイティブマップで争い王者を決める番組。
製作…Hulu・日本テレビ

## 放送日時
配信・放送の日時
- Hulu
  - 2月6日 0:00…#1 チーム抽選・Aリーグ①②

　　　　　　　　　　#2 Aリーグ③④
- - 2月9日 0:00…#3 Aリーグ⑤⑥
  - 2月11日 0:00…#4 Bリーグ①②
  - 2月13日 0:00…#5 Bリーグ③④
  - 2月16日 0:00…#6 Bリーグ⑤⑥+???
  - 2月18日 0:00…#7 決勝トーナメント・準決勝①②
  - 2月20日 0:00…#8 決勝トーナメント・決勝
- テレビ
  - 2月6日 13:45~14:15 地上波特別版①
  - 2月13日 13:45~14:15 地上波特別版②
  - 2月20日 13:45~14:15 地上波特別版③

## キャスト
- 競技勢
  - Nephrite
  - ぶゅりる
  - どきん
  - えいむ
  - ちょこらぶ
  - れたす
  - くらら
  - はるきよ
- ストリーマー勢
  - らいふがーど
  - じーず
  - はむっぴ
  - Cold
  - riaqn
  - れじぇくん
  - ぽるす
  - 髙藤直寿
- アナウンサー
  - 大和周平
- ナレーション
  - 篠原光
- 解説
  - zelarl
- ゲスト
  - 髙橋ひかる